# ケルマデックプレート

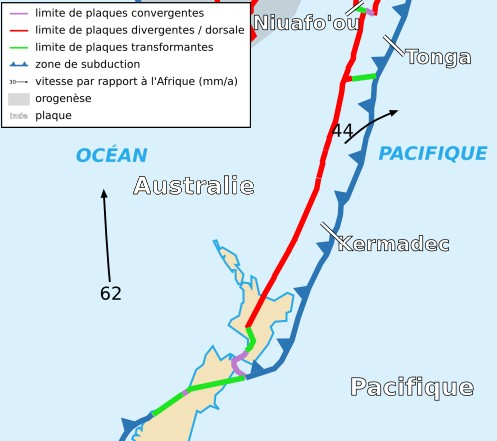
ケルマデックプレート

ケルマデックプレート(Kermadec Plate（英語）)は、南太平洋のケルマデック海溝の西側に位置する細長い構造プレートである。ニュージーランドの北島及びケルマデック諸島がプレート上にある。
背弧海盆を形成している発散境界によってオーストラリアプレートと隔てられている。
周辺は地震活動が活発である。